# Натрия ауротиомалат
Ауротиомала́т на́трия — препарат золота, средство для лечения ревматоидного артрита.

## Фармакология
Хотя антиартритный механизм действия солей золота неизвестен, предполагается, что их накопление в макрофагах приводит к ингибированию фагоцитоза и лизосомальных ферментов. Эти эффекты могут привести к подавлению активной стадии ревматоидного заболевания.
Натрия ауротиомалат ингибирует синтез простагландинов. Он также модулирует клетки фагоциты и ингибирует взаимодействия главного комплекса гистосовместимости класса II с пептидами. 
Ингибирует следующие ферменты: 
- Кислая фосфатаза
- Бета-глюкуронидаза
- Эластаза
- Катепсин G
- Тромбин
- Микросомальная простагландин Е-синтаза-1[4].

Ауротиомалат натрия вводят глубоко внутримышечно. Первоначальная тестовая доза вводится для выявления острой токсичности, после чего с недельными интервалами проводятся инъекции для постепенного достижения терапевтической концентрации в тканях. В последующем для поддержания ремиссии применяют меньшую дозу. Ауротиомалат натрия диссоциирует в плазме на золото и свободный тиомалат. Золото легко связывается с альбумином и некоторыми тканевыми белками и накапливается во многих тканях, таких как печень, почки, костный мозг, лимфатические узлы и селезенка. Выведение преимущественно почками. Период полураспада золота составляет несколько недель, вероятно, в результате его обширного связывания с тканями.

## История
Отчеты о благоприятном использовании соединения были опубликованы во Франции в 1929 году Жаком Форестье. Использование солей золота тогда вызывало споры и не сразу было принято международным сообществом. Успех был достигнут в лечении боли в суставах Рауля Дюфи с помощью солей золота в 1940 году.

## Показания
В основном вводится один или два раза в неделю внутримышечно при ревматоидном артрите средней и тяжелой степени. Также доказал свою эффективность при лечении туберкулеза. 

## Дозы
Внутримышечно.
Ауротиомалат натрия вводят глубоко внутримышечно. Первоначальная тестовая доза вводится для выявления острой токсичности (обсуждается позже), после чего с недельными интервалами проводятся инъекции для постепенного достижения терапевтической концентрации в тканях. В последующем для поддержания ремиссии применяют меньшую дозу. Ауротиомалат натрия диссоциирует в плазме на золото и свободный тиомалат . Золото легко связывается с альбумином и некоторыми тканевыми белками и накапливается во многих тканях, таких как печень, почки, костный мозг, лимфатические узлы и селезенка. Выведение преимущественно почками. Период полураспада золота составляет несколько недель, вероятно, в результате его обширного связывания с тканями.
Дети: начальная доза 10 мг; в отсутствие побочных эффектов назначают 1 мг/кг 1 раз в неделю в течение 20 недель, максимальная разовая доза 50 мг; поддерживающая доза 1 мг/кг 1 раз в 2—4 недели постоянно или до появления побочных эффектов. Улучшение наблюдается через 2—4 мес.
Взрослые: начальная доза 10 мг; через неделю вводят 25 мг; затем вводят 25—50 мг 1 раз в неделю до общей дозы 1 г. При улучшении состояния назначают 25—50 мг 1 раз в 2—3 недели, затем 25—50 мг 1 раз в 3—4 недели.

## Торговые названия, формы выпуска, производители
Тауредон: инъекционный раствор 10 мг, 20 мг и 50 мг в ампулах 0,5 мл.

## В популярной культуре
Ауротиомалат натрия использован как яд женой пациента в 15-м эпизоде («Невежество») 2-го сезона телесериала «Доктор Хаус».